# 聚丙烯酸钠
聚丙烯酸鈉（英文：Sodium polyacrylate 或 acrylic sodium salt polymer），簡稱ASAP，又稱super-slurper（因為該物可以吸收質量比200到300倍的水分），是一種分子式為[-CH2-CH(COONa)-]反覆的聚合物，經常用在消費者產品之中。丙烯酸聚合物通常都帶有陰性電荷。雖然這類高分子之中工業用途最廣泛者當屬以鈉中和的鈉鹽，但鉀鹽、鋰鹽與銨鹽也是可行的鹽類。溶解於水中時，會有一小塊塊狀物。

## 應用
丙烯酸與其化學性質有很多工業用途，包括：
1. 清潔劑添加的硬水軟化劑。（把硬水中的鈣、鎂離子鎖住，讓介面活性劑反應更順利。）
2. 增稠劑。
3. 防水塗層。（如金属电缆的外层阻水带的阻水材料：遇水-吸水-膨胀-阻水）
4. 人造雪。
5. 將洗澡水膠化的添加劑；多加一些氯化鈉進去就會再次溶解。
6. 市售聖誕樹玩具
7. 魔術表演[消失的水]